# Santeau
 Santeau  es una población y comuna francesa, situada en la región de Centro, departamento de Loiret, en el distrito de Pithiviers y cantón de Pithiviers.

## Demografía
| 351 | 285 | 245 | 267 | 270 | 286 |
| Para los censos de 1962 a 1999 la población legal corresponde a la población sin duplicidades (Fuente: INSEE [Consultar]) |     |     |     |     |     |